# Linnaemya perinealis
Linnaemya perinealis là một loài ruồi trong họ Tachinidae.